# Karlheinz Brandenburg

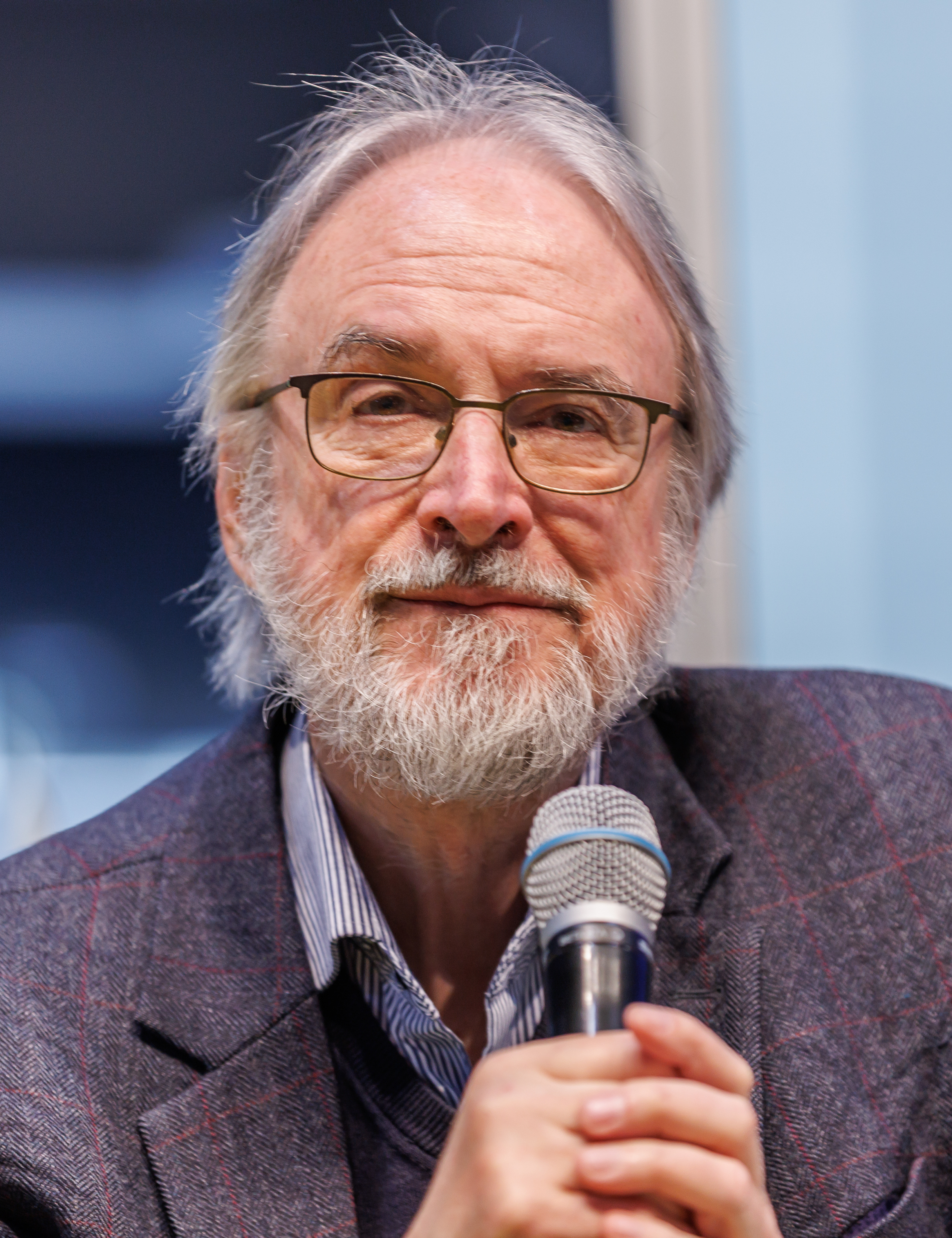
Karlheinz Brandenburg, 2025

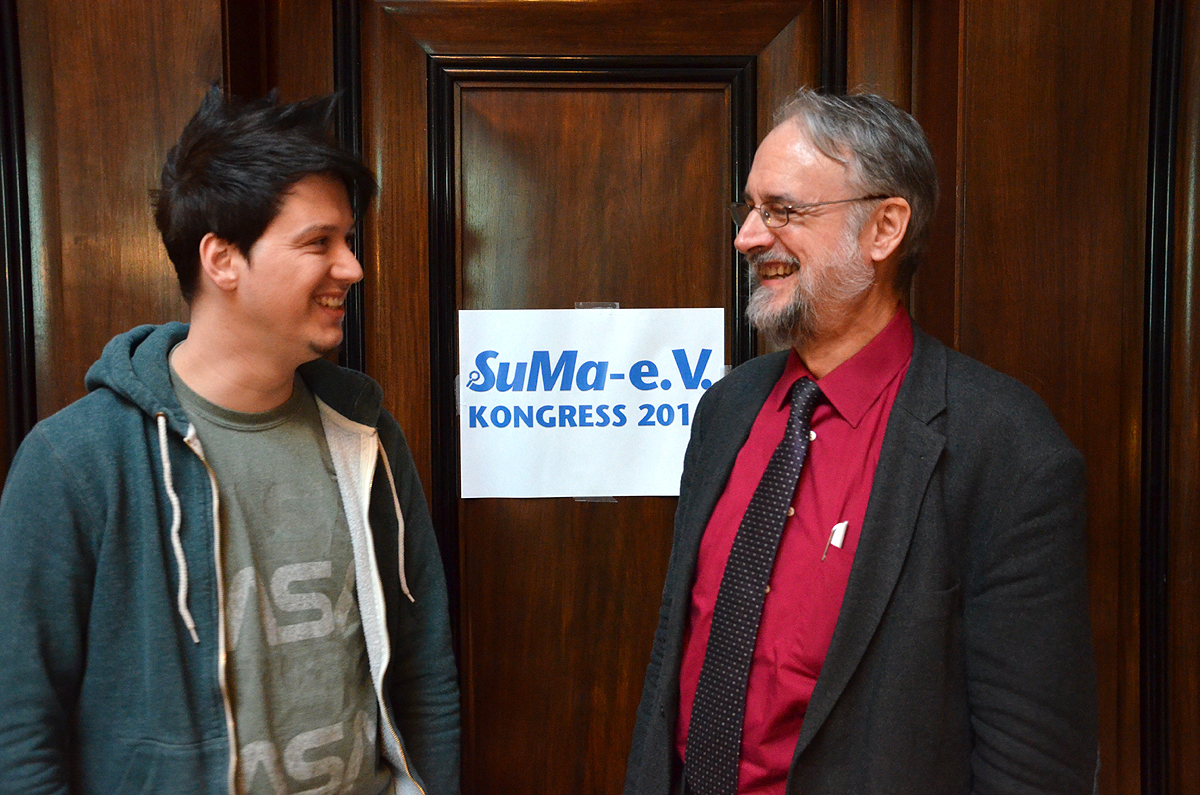
Brandenburg (rechts) und der Comic-Zeichner Manniac 2014 beim SUMA-Kongress & Award »Wege aus der Überwachungskatastrophe« im Neuen Rathaus von Hannover

Karlheinz Brandenburg (* 20. Juni 1954 in Erlangen) ist ein deutscher Elektrotechniker und Mathematiker. Gemeinsam mit Ernst Eberlein, Heinz Gerhäuser (ehem. Institutsleiter des Fraunhofer IIS), Bernhard Grill, Jürgen Herre und Harald Popp (alle Fraunhofer IIS) und weiteren Kollegen entwickelte er das weit verbreitete mp3-Verfahren zur Audiodatenkompression. Er ist außerdem für seine grundlegenden Arbeiten im Bereich der Audiocodierung, der Wahrnehmungsmessung, der Wellenfeldsynthese und der Psychoakustik bekannt. Brandenburg erhielt für seine Arbeiten zahlreiche nationale und internationale Forschungspreise, Auszeichnungen und Ehrungen. Seit dem Jahr 2000 ist er Lehrstuhlinhaber für Elektronische Medientechnik an der Technischen Universität Ilmenau. Seit April 2020 betreut Karlheinz Brandenburg als Seniorprofessor weiterhin Forschungsprojekte und Doktoranden am Institut für Medientechnik der Technischen Universität Ilmenau. Seit 2012 ist er zudem Direktor des fakultätsübergreifenden Instituts für Medien und Mobilkommunikation an der Technischen Universität Ilmenau. In Ilmenau war er ebenfalls maßgeblich an der Gründung des Fraunhofer-Instituts für Digitale Medientechnologie IDMT beteiligt, dessen Leiter er bis 2019 war. Um seine unternehmerischen Aktivitäten zu bündeln, gründete Brandenburg 2009 die Brandenburg Ventures GmbH als privatwirtschaftliche Investment- und Managementgesellschaft. Im Jahr 2019 folgte die Gründung der Brandenburg Labs GmbH in Ilmenau, welche er als Geschäftsführer leitet. Das Unternehmen fokussiert sich auf die Entwicklung von Audioprodukten, die eine räumliche Klangillusion, insbesondere über Kopfhörer, ermöglichen.

## Leben
Nach seinem Abitur 1973 begann Brandenburg sein Elektrotechnik- und Mathematik-Studium an der Friedrich-Alexander-Universität Erlangen-Nürnberg, erhielt sein Diplom 1980 (Elektrotechnik) und 1982 (Mathematik). Danach wurde er wissenschaftlicher Mitarbeiter am Lehrstuhl für Technische Elektronik und promovierte im Jahr 1989. In seiner Dissertation beschrieb er Techniken, welche die Grundlage für viele moderne Audiokodierungs- bzw. Audiodatenkompressionsverfahren bilden. Von 1989 bis 1990 war er Postdoctoral member of technical staff bei den AT&T Bell Laboratories (USA). In Erlangen war er bis 1993 als akademischer Rat auf Zeit und danach bis 1999 als Abteilungsleiter am Fraunhofer-Institut für Integrierte Schaltungen IIS aktiv. Im Jahr 2000 wechselte Karlheinz Brandenburg nach Ilmenau und wurde Inhaber des Lehrstuhls Elektronische Medientechnik des Instituts für Medientechnik an der Technischen Universität Ilmenau. Im Mai 2000 wurde er zum Leiter der Fraunhofer-Arbeitsgruppe für Elektronische Medientechnologie AEMT in Ilmenau ernannt, die er zum 1. Januar 2004 in das eigenständige Fraunhofer-Institut für Digitale Medientechnologie IDMT überführte.
Karlheinz Brandenburg war und ist Mitglied verschiedener internationaler Standardisierungsgremien, unter anderem MPEG-Audio, Fellow of IEEE und der Audio Engineering Society (AES) sowie ordentliches Mitglied der Sächsischen Akademie der Wissenschaften zu Leipzig und der Deutschen Akademie der Technikwissenschaften (Acatech). 2016 wurde er Mitglied der Academia Europaea. Derzeit hält Brandenburg mehr als 100 Patente. Er ist Autor zahlreicher wissenschaftlicher Beiträge. Zusammen mit Mark Kahrs (Rutgers University) veröffentlichte er den Fachband Applications of Digital Signal Processing to Audio and Acoustics.
Brandenburg wurde für seine Forschungsarbeiten mit zahlreichen Preisen ausgezeichnet. Im Jahr 2000 erhielt er zusammen mit seinen Erlanger Kollegen Harald Popp und Bernhard Grill den Deutschen Zukunftspreis. Seit Mai 2004 ergänzt der IEEE Masaru Ibuka Consumer Electronics Award für seine wissenschaftlichen Verdienste auf dem Gebiet der digitalen Audiocodierung die Reihe seiner Auszeichnungen. Im Dezember 2006 wurde ihm das Verdienstkreuz am Bande des Verdienstordens der Bundesrepublik Deutschland verliehen.
Darüber hinaus hat ihn die International Electrotechnical Commission (IEC) zu einem der 120 wichtigsten Vordenker der Elektrotechnik aller Zeiten gewählt und ihn in die „Hall of Fame“ der bedeutendsten Persönlichkeiten ihrer Zunft aufgenommen. Im März 2007 würdigte die amerikanische Consumer Electronics Association (CEA) Karlheinz Brandenburg zusammen mit den Professoren Dieter Seitzer und Heinz Gerhäuser für die Entwicklung und Verbreitung des mp3-Formats und nahm sie stellvertretend für das gesamte Fraunhofer-Entwicklerteam in die „CE Hall of Fame“ auf. Für sein herausragendes Lebenswerk zur akustischen Signalverarbeitung, insbesondere zur Audiodatenkompression, verlieh ihm die Deutsche Gesellschaft für Akustik e. V. (DEGA) 2021 die Helmholtz-Medaille. Ebenfalls erhielt er 2021, zusammen mit James D. Johnston und Jürgen Herre, von der IEEE Signal Processing Society den Industrial Innovation Award für ihre Beiträge auf dem Gebiet zur Standardisierung der Audiocodierungstechnologie.
Brandenburg ist Vorstandsmitglied des Vereins Suma e. V., der sich für den freien Wissenszugang einsetzt und die Suchmaschine MetaGer betreibt.
In einem Brandbrief sprach sich Brandenburg Ende 2023 mit Bernhard Grill und anderen gegen einen Verordnungsentwurf der EU-Kommission aus, mit dem die Anwendung standardessentieller Patente harmonisiert werden solle.
Brandenburg ist evangelisch. Er sieht keinen Widerspruch zwischen seinem Glauben und seiner Arbeit als Wissenschaftler. Dagegen sagt er: „Christlicher Fundamentalismus ist mir höchst zuwider, Fundamentalisten verraten die Ideen des Christentums, bis hin zur Leugnung der Evolution.“

## Auszeichnungen
2021
- Industrial Innovation Award der IEEE Signal Processing Society (zusammen mit James D. Johnston und Jürgen Herre)
- Helmholtz-Medaille der Deutschen Gesellschaft für Akustik für das herausragende Lebenswerk von Karlheinz Brandenburg zur akustischen Signalverarbeitung, insbesondere zur Audiodatenkompression

2020
- Innovationspreis für Medientechnologie in der Informationstechnik der Fernseh- und Kinotechnischen Gesellschaft FKTG

2015
- Technologiepreis der Eduard-Rhein-Stiftung (zusammen mit Bernhard Grill und Jürgen Herre)

2014
- IMTC Leadership Award für seinen Beitrag zur Audiocodierung und zur Standardisierung des mp3-Formats (zusammen mit Bernd Edler)
- Ehrendoktorwürde der Polytechnischen Universität Valencia für die Einführung und Etablierung moderner Verfahren der Audiocodierung, der gehörangepassten Wahrnehmungsmessung und der Psychoakustik
- Aufnahme in die »Internet Hall of Fame« als Innovator wegen seiner wichtigen Rolle bei der Entwicklung des mp3-Formats und der Auswirkungen auf diese Entwicklung, um die Reichweite des Internets zu erhöhen durch die Internet Society (ISOC)
- AES Board of Governors Award in recognition of his co-chairing the 53rd AES International Conference

2011
- »Distinguished Heyser Memorial Lecturer« der AES 130th Convention
- AES Board of Governors Award in recognition of co-chairing the AES 42nd International Conference

2009
- Ehrendoktorwürde der Leuphana Universität Lüneburg für die Mitentwicklung des mp3-Formats und seine Arbeiten im Bereich der Audiocodierung
- Berufung in die »Hall of Fame der deutschen Forschung« des manager magazins für seinen herausragenden Beitrag zur Weiterentwicklung des Forschungsstandorts Deutschland
- Botschafter des Europäischen Jahrs der Kreativität und Innovation 2009

2008
- Ehrendoktorwürde der Universität Koblenz-Landau für herausragende Forschungsleistungen im Bereich der Audiocodierung

2007
- Aufnahme in die »CE Hall of Fame« der Consumer Electronics Association CEA für die Entwicklung und Verbreitung des mp3-Formats (zusammen mit Dieter Seitzer und Heinz Gerhäuser)

2006
- Aufnahme in die „Hall of Fame“ der 120 wichtigsten Erfinder und Vordenker auf dem Gebiet der Elektrotechnik mit den führenden Erfindern, Wissenschaftlern und Normern durch die International Electrotechnical Commission (IEC).
- Verdienstkreuz am Bande des Verdienstordens der Bundesrepublik Deutschland

2004
- IEEE Masaru Ibuka Consumer Electronics Award für wichtige Beiträge zur Kodierung digitaler Audioquellen
- Thüringer Forschungspreis 2003 in der Kategorie »Angewandte Forschung« (zusammen mit Sandra Brix und Thomas Sporer)
- Sputnik Innovator Award – Ehrung für Visionäre des digitalen Umbaus der Entertainmentbranche

2003
- Publications Award of the Audio Engineering Society (AES) für das beste Paper des Jahres 2000/2001; “PEAQ – the ITU Standard for the Objective Measurement of Perceived Audio Quality” (zusammen mit John G. Beerends, Roland Bitto, Catherine Colomes, Bernhard Feiten, Michael Keyhl, Christian Schmidmer, Thomas Sporer, Gerhard Stoll, Thilo Thiede, William C. Treurniet)

2002
- ISO/IEC 13818-7: 1997-Award / Information Technology – Generic coding of moving pictures and associated audio information – Part 7: Advanced Audio Coding (AAC), zusammen mit Bernhard Grill, Jürgen Herre, Ralph Sperschneider, ISO/IEC Certificate of Appreciation (Project Editor in the development of International Standard) for works on MPEG-2 AAC

2001
- Deutscher Internet Award NEO, für die maßgebliche Entwicklung, Standardisierung und erfolgreiche Vermarktung des Datenformats MPEG Layer-3 (MP3)

2000
- IEEE Engineering Excellence Award – The Region 10th Chapters of the IEEE Consumer Electronics Society
- AES Board of Governors Award for co-chairmanship of the AES 17th International Conference
- Deutscher Zukunftspreis, Preis des Bundespräsidenten für Technik und Innovation (zusammen mit Bernhard Grill, Harald Popp)

1998
- AES silver medal award für weitere Beiträge und Führung zur Kunst und Wissenschaft der perzeptiven Audiocodierung

1996
- Bayerischer Innovationspreis: Anerkennung der Bayerischen Staatsregierung

1994
- AES Fellowship Award for significant work in perceptual audio coders and psychoacoustics

## Suzanne Vega als „Mutter der mp3“
Während der Entwicklungsphase von mp3 las Brandenburg in einer deutschen Hi-Fi-Zeitschrift, dass diese ihre Lautsprecher mit der A-cappella-Version des Liedes Tom’s Diner von Suzanne Vega testeten. Fortan wurden anhand dieses Songs die Fortschritte des mp3-Verfahrens getestet.
Tom’s Diner, ein Song über ein kleines Restaurant in New York, wurde somit das weltweit erste Lied im mp3-Format. Seitdem gilt Suzanne Vega als „Mutter der mp3“ (“mother of mp3”). Suzanne Vega besuchte einmal die Forscher am Fraunhofer-Institut in Erlangen.

## Publikationen
- Ein Beitrag zu den Verfahren und der Qualitätsbeurteilung für hochwertige Musikcodierung. Dissertation an der Universität Erlangen-Nürnberg, Erlangen, Nürnberg 1989, DNB 891302166.